# ミトラ教

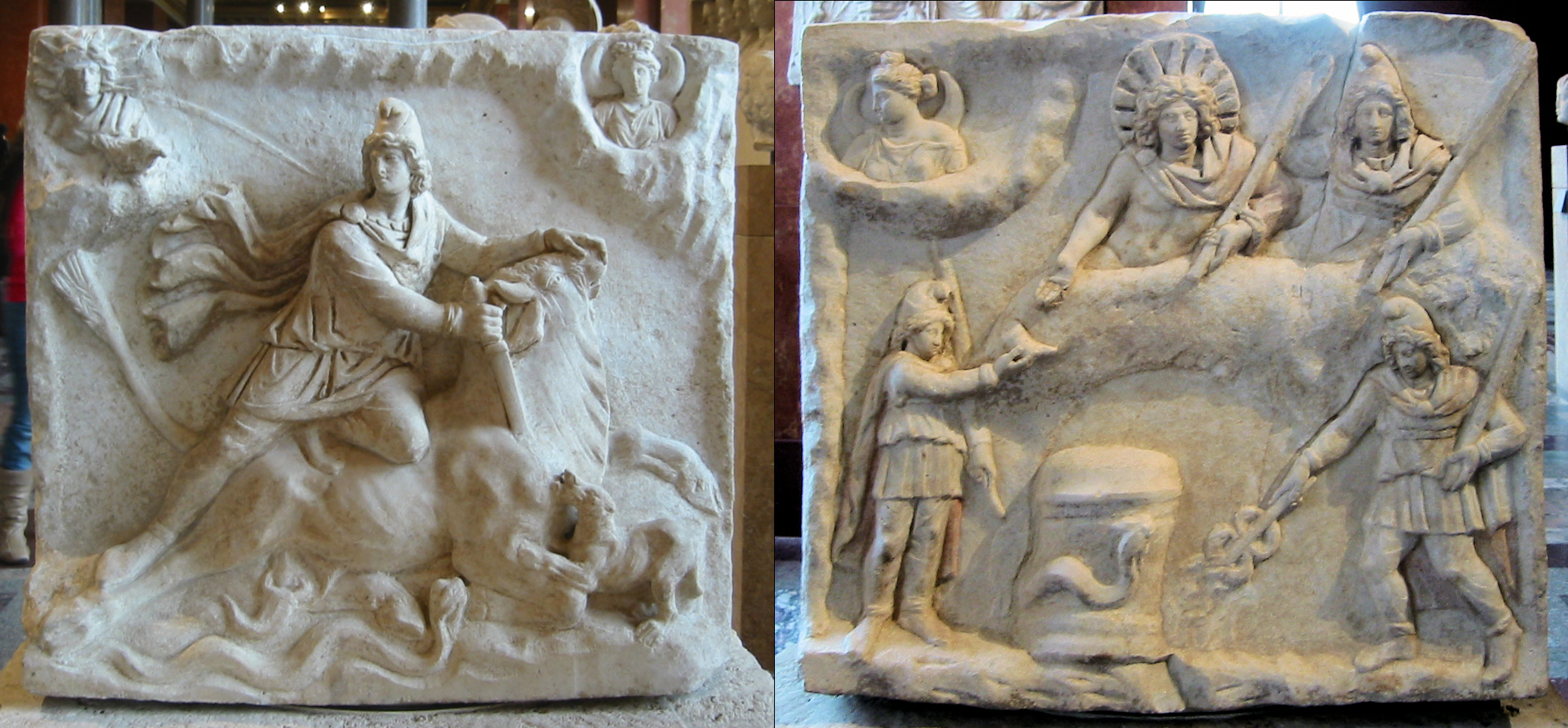
ミトラス神浮彫 2-3世紀 （ルーヴル美術館）

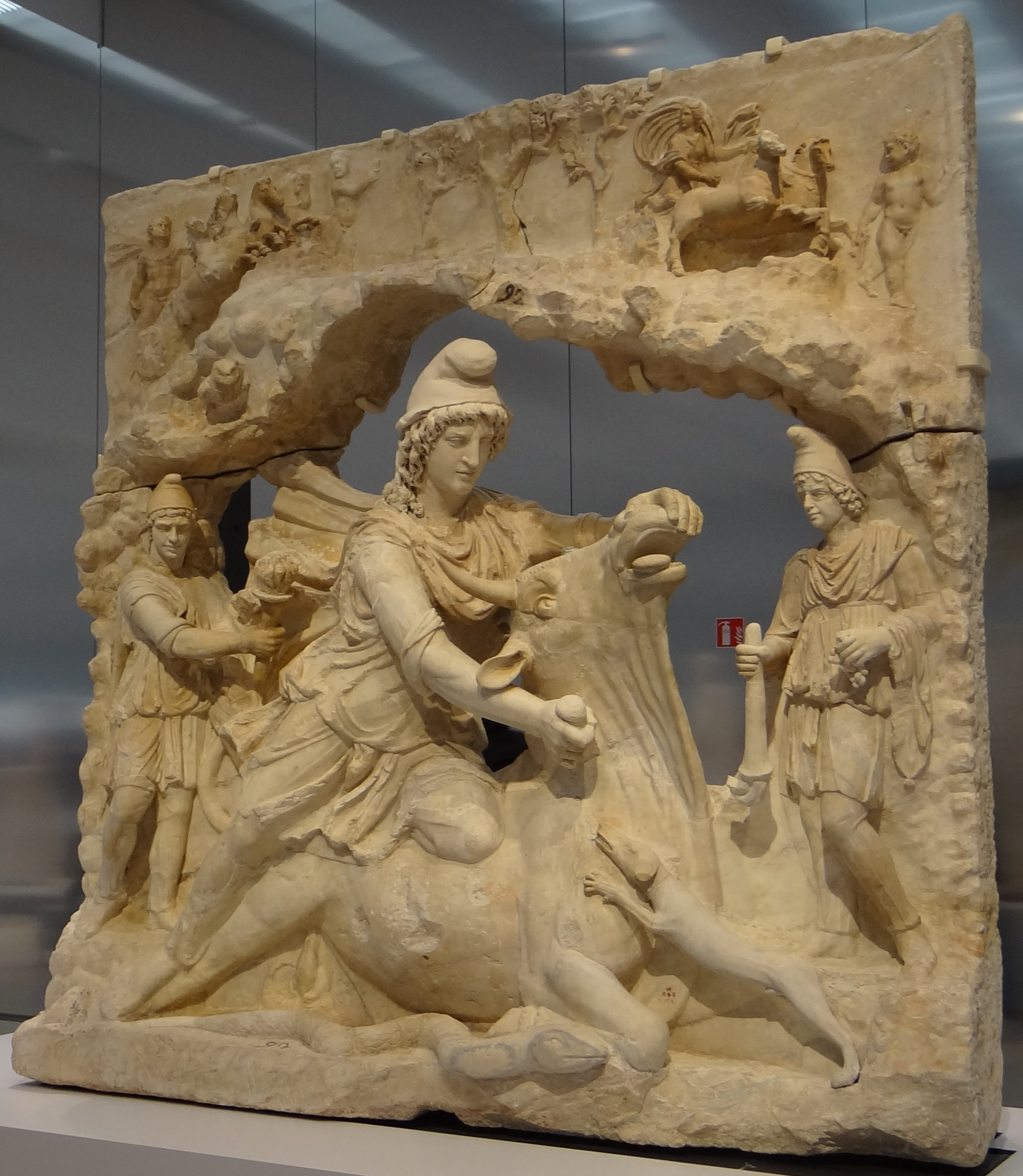
牡牛を屠るミトラス神と2人の脇侍神カウテス、カウトパテス。ルーヴル美術館ランス別館所蔵。

ミトラ教またはミトラス教またはミスラス教（英語: Mithraism）は、古代ローマで隆盛した、太陽神ミトラス（ミスラス）を主神とする密儀宗教である。
ミトラス教は古代のインド・イランに共通するミスラ神（ミトラ）の信仰であったものが、ヘレニズムの文化交流によって地中海世界に入った後に形を変えたものと考えられることが多い。
紀元前1世紀には牡牛を屠るミトラス神が地中海世界に現れ、紀元後2世紀までにはミトラ教としてよく知られる密儀宗教となった。ローマ帝国治下で1世紀より4世紀にかけて興隆したと考えられている。しかし、その起源や実体については不明な部分が多い。
近代になってフランツ・キュモンが初めてミトラス教に関する総合的な研究を行った。キュモンは「アヴェスタ」（第十ヤシュト）に出てくるミトラス（ミスラ）について、「ミトラは天の光の精霊である。彼は日の出の前、岩山の頂上に現われ、日中は四頭の白い馬に引かれた戦車に乗って広大な天空を踏破し、夜が来てもなお、ほのかな輝きをもって地上を照す」とし、更に「彼は太陽でも、月でも、星でもない」と述べている。キュモンによれば、ミトラスが太陽神となったのは、恐らくペルシア帝国の時代に、ミトラス崇拝がオリエント各地、とりわけバビロニアに伝えられた時のことである。その地で発達していたカルデア天文学の影響を受けて、ミトラスは太陽神シャマシュと同一視されたのである。
しかしながら、このようなキュモン説に対しては多くの異説があり、ミトラスの密儀が成立する以前のミトラスの神性についての確固たる定説はないに等しい。

## 概要
ミトラス教は牡牛を屠るミトラス神を信仰する密儀宗教である。信者は下級層で、一部の例外を除けば主に男性で構成された。信者組織は7つの位階を持つ（大烏、花嫁、兵士、獅子、ペルシア人、太陽の使者、父）。また、入信には試練をともなう入信式があった。
ミトラス教はプルタルコスの「ポンペイウス伝」によって紀元前60年ごろにキリキアの海賊の宗教として存在したことが知られているが、ローマ帝国で確認されるミトラス教遺跡はイランでは全く確認されていないため、2世紀頃までの発展史はほとんど明らかではない。しかしミトラス教は2世紀頃にローマ帝国内に現在知られているのとほぼ同じ姿で現れると、キリスト教の伸長にともなって衰退するまでの約300年間、その宗教形態をほとんど変化させることなく帝国の広範囲で信仰された。
キュモン以降、ミトラス教はインド・イランに起源するミトラス神や、7位階の1つペルシア人をはじめとするイラン的特徴、初期に下級兵士を中心に信仰されたという軍事的性格から、古代イランのミスラ信仰に起源を持つ宗教と考えられてきた。しかし両者の間には宗教形態の点で大きな相違点があり、古代イランにおけるミスラはイランを守護する民族の神であり、公的、国家的な神だったが、ローマ帝国におけるミトラス教は下級層を中心とした神秘的、秘儀的な密儀宗教の神であり、公的であるどころか信者以外には信仰の全容が全く秘密にされた宗教であったし、民族的性格を脱した世界的な救済宗教としての素質を備えていた。こうした宗教としての根本的なちがいは研究者にとって悩みの種であり、現在ではキュモンのようにイランのミスラ信仰から直接的に発展したと捉えることは困難とされている。しかしミトラス教のイラン起源を全く否定することもできず、ミトラス教の黎明期に教祖ないし宗教改革者が存在したことを想定する研究者もいる。
他方、エルネスト・ルナンの有名な1節によって、ミトラス教がキリスト教の有力なライバルであり、ローマ帝国の国教の地位を争ったほどの大宗教だったとする過度な評価は現在も根強い。「しかし現実では信徒集団はせいぜい100ほどの人間しか集まらなかったことを考慮に入れておかなくてはならない。したがって、あるときには100所ほどの聖所が存在したローマにおいてさえ、信徒の数は一万にも満たなかったのである」とミルチア・エリアーデは述べている。
さらにキリスト教との類似からキリスト教の諸特徴がミトラス教に由来するという説が論じられることも多い。他宗教との比較という点では、日本では以前から大乗仏教の弥勒信仰がインド・イランのミスラ信仰に由来することが論じられてきたが、宗教形態の違いから、むしろ近年ではミトラス教と比較されることがある。

## ミトラス教史

### 古代インド・イランのミスラ信仰
元々、ミトラス神は、古代インド・イランのアーリア人が共通の地域に住んでいた時代までさかのぼる古い神ミスラ（ミトラ）であり、イラン、インドの両地域において重要な神であった。特に『リグ・ヴェーダ』においてはアーディティヤ神群の一柱であり、魔術的なヴァルナ神と対をなす、契約・約束の神だった。アーリア人におけるこの神の重要性をよく示しているのがヒッタイトとミタンニとの間で交わされた条約文であり、そこにはヴァルナ、インドラ、アシュヴィン双神といった神々とともにミスラの名前が挙げられている。
その後、インドにおいてはミスラの重要性は低下したが、イランでは高い人気を誇り、重要な役割を持ち、多数の神々のなかでも特殊な位置付けであった。ゾロアスターは宗教観の違いからアフラ・マズダーのみを崇拝すべきと考えてミスラをはじめとする多くの神々を排斥したが、後にゾロアスター教の中級神ヤザタとして取り入れられ、低く位置づけられはしたが、『アヴェスター』に讃歌（ヤシュト）を有した。ゾロアスター教が浸透していたアケメネス朝ペルシアでは、それまでアフラ・マズダーの信仰だけが認められていたが、紀元前5世紀頃のアルタクセルクセス2世はミスラを信仰することを公に許可した。さらにゾロアスター教がサーサーン朝ペルシア（226年-651年）の国教となると英雄神、太陽神として広く信仰された。

### キリキアからローマへ
ミトラス教に関する最古の記録はプルタルコスの「ポンペイウス伝」である。これによるとポンペイウスの時代（紀元前106年～前48年）、ミトラス教はキリキアの海賊たちが信仰した密儀宗教の中でも特に重要なものだった。海賊たちはミトリダテス6世を支援し、広範囲にわたって海賊行為を働いたため、前67年、ポンペイウスによって掃討された。
プルタルコスと同時代の詩人スタティウスの91年頃の作品である『テーバイス』（1・719-720）にはミトラス教について言及している箇所があるが、その内容は後世のミトラス神の聖牛供儀と同一のものである。この点からミトラス神の聖牛供儀の神話がこの時代にすでに成立していたことがわかる。しかし79年にヴェスヴィオス火山の噴火で滅びたポンペイからはミトラス教の遺跡が発見されていないことから、この時点ではミトラス教はまだイタリアに伝わっていなかったと見なす研究者もいる。いずれにせよ、150年頃、ローマ帝国内に姿を現したミトラス教はまたたく間に全土へ広がり、やがてローマ皇帝たちも個人的ではあったが関心を示すようになった。

### 発展と衰退
コンモドゥス帝（在位180年-192年）はローマ皇帝で初めてミトラス教に儀式に参加した皇帝とされ、オスティアの皇帝領の一部を寄進した。この時代、ミトラス教の考古学資料は増大し、中には属州でコンモドゥス帝のためにミトラスに奉納した旨を伝える碑文も発見されている。ルキウス・セプティミウス・セウェルス帝（在位193年-211年）の宮廷にはミトラス教の信者がいた。
しかし250年ごろからディオクレティアヌス帝の統治が始まる284年ごろまでの間はミトラス教遺跡は激減する。これはダキアにゲルマン民族が侵入して帝国の北方地域が荒廃したためである。ルキウス・ドミティウス・アウレリアヌス（在位270年-275年）は、ローマ帝国内の諸宗教を太陽神ソル・インウィクトゥスのもとに統一しようとしたが、これはミトラス神ではない。太陽神殿跡からはミトラス教の碑文が発見されているが、それはコンモドゥス帝時代のものである。その後、ディオクレティアヌス帝（在位284年-305年）は他の共同統治者とともにローマ帝国の庇護者である不敗太陽神ミトラス（Dio Soli invicto Mithrae Fautor）に祭壇を築いた。
しかしこの時代が過ぎるとミトラス教は衰退に向かった。ディオクレティアヌスやガレリウスはキリスト教を迫害したが、続く大帝コンスタンティヌス1世（在位306年-337年）はキリスト教を公認し（313年）、325年のニカイア公会議を主導、死に際してはキリスト教の洗礼を受けた。この時代以降、ミトラス神殿がキリスト教徒によって襲撃されるようになり、実際にオスティアの神殿の1つやローマのサンタ・プリスカ教会の地下から発見された大神殿などには破壊の跡がみられる。各地で碑文も減少し、増長するキリスト教会の特権を廃して古代の神々の復権を図った皇帝ユリアヌス（在位361年-363年）の治下では増加するが、それは一代のわずかな期間にすぎず、5世紀頃には消滅してしまった。

## ミトラス教の図像

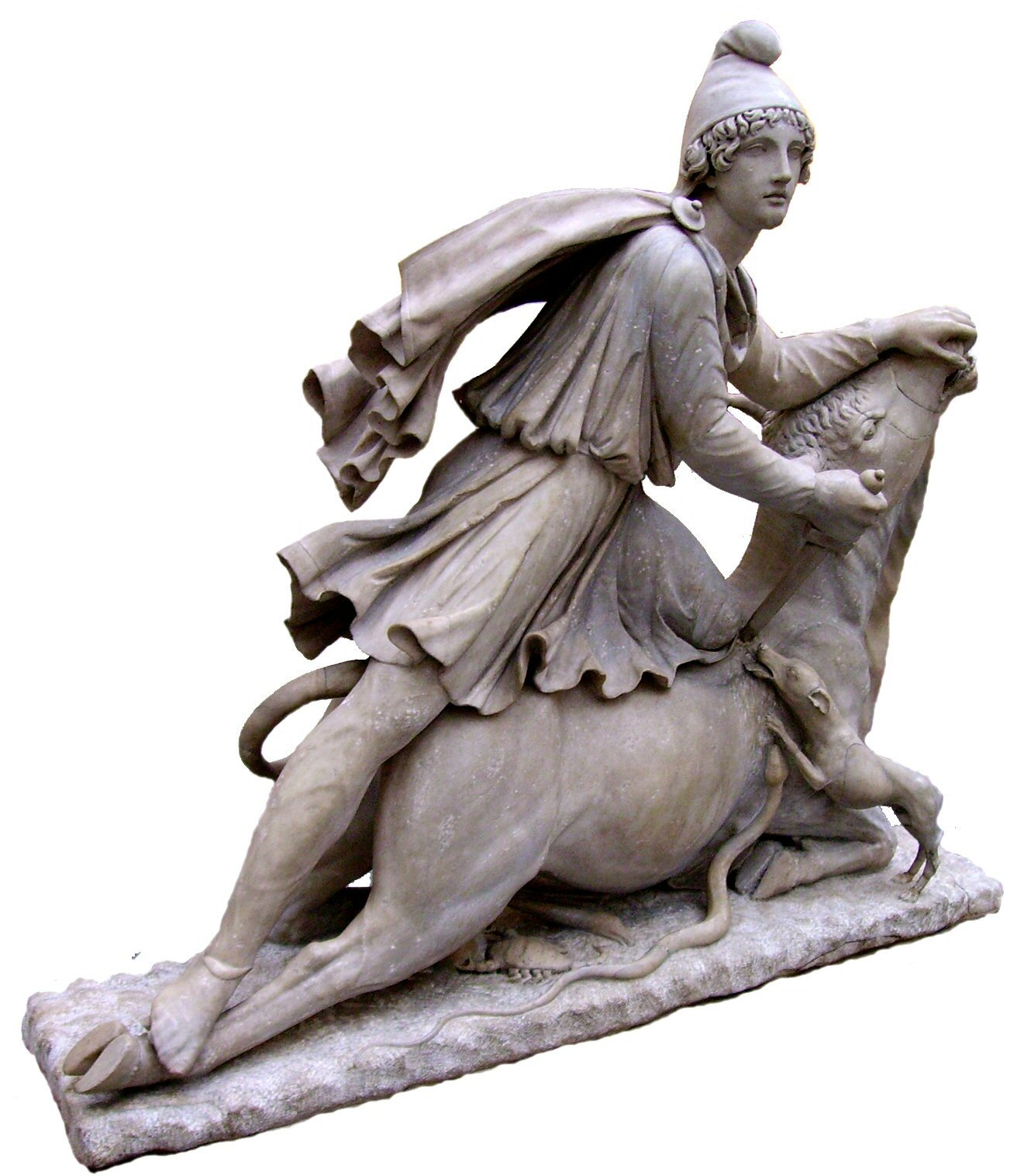
牡牛を屠るミトラス（2世紀ごろ）。大英博物館所蔵。

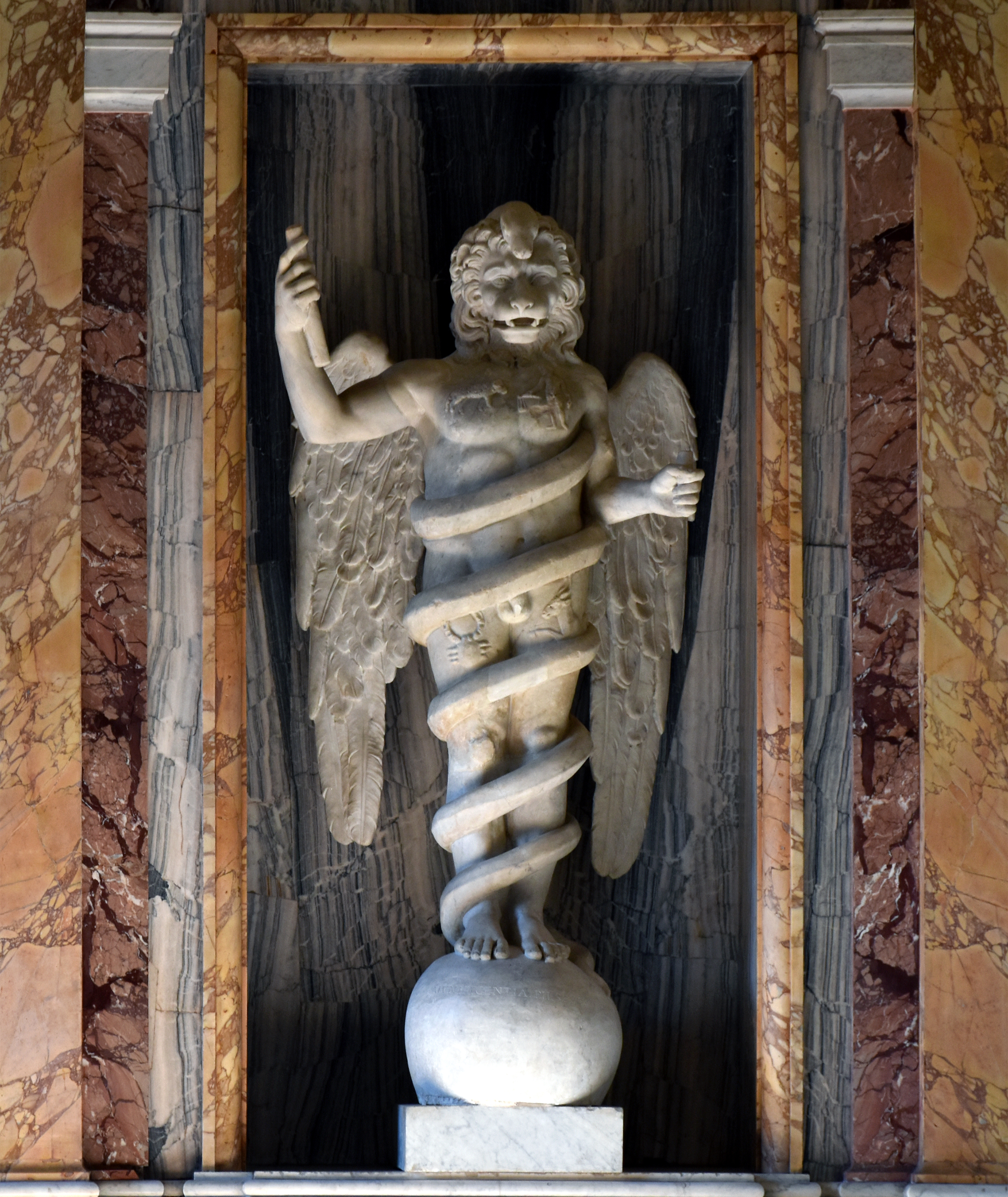
獅子頭神。人間の体に獅子の頭と、背中に翼を持つ姿で描かれる。またその体には蛇が巻き付いている。バチカン美術館所蔵。

ミトラス教の図像は主に牡牛を屠るミトラス、岩から生まれるミトラス、獅子頭神が知られている。またミトラス神の物語を描いたミトラス神一代記と呼ばれる一連の図像群がある。

### 牡牛を屠るミトラス
この図像はミトラス神による聖牛供儀の場面を描いている。ミトラス神はペルシア風の衣装に身を包んでおり、牡牛の背中に乗りかかって左膝をつきながら、右足で牡牛の後ろ脚を押さえつけている。その左手は牡牛の鼻面をつかみ、右手は牡牛に剣を突き立てている。傷口からあふれる血には犬と蛇が、また牡牛の腹の下ではサソリが牡牛の生殖器に跳びかかっている。ミトラス神の両側には松明を持った2人の脇侍神カウテースとカウトパテースが侍り、またそれ以外にも太陽と月、四方の風、十二宮、カラスなどのシンボルを伴う。
この図像が聖牛の供儀によって生命力が解放されるさまを描いていることから、ミトラス教は豊穣崇拝と密接な関係があると考えられる。これはミトラス教の図像の中で最も重要なもので、ミトラス教神殿の至聖所中央に必ずこの図像が配置され、その前で儀礼が執り行われた。

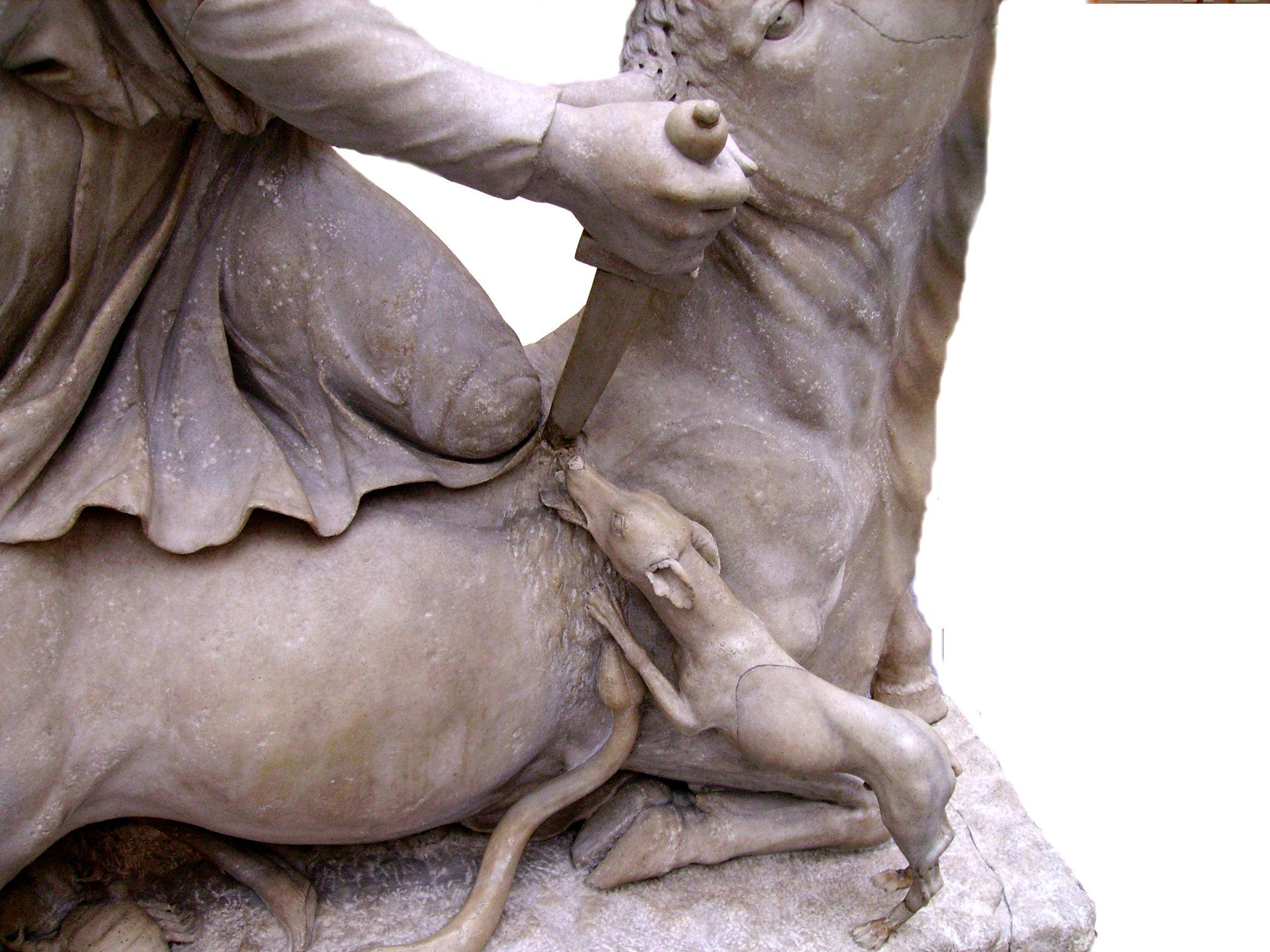
犬と蛇は牡牛の血を飲もうとしている。
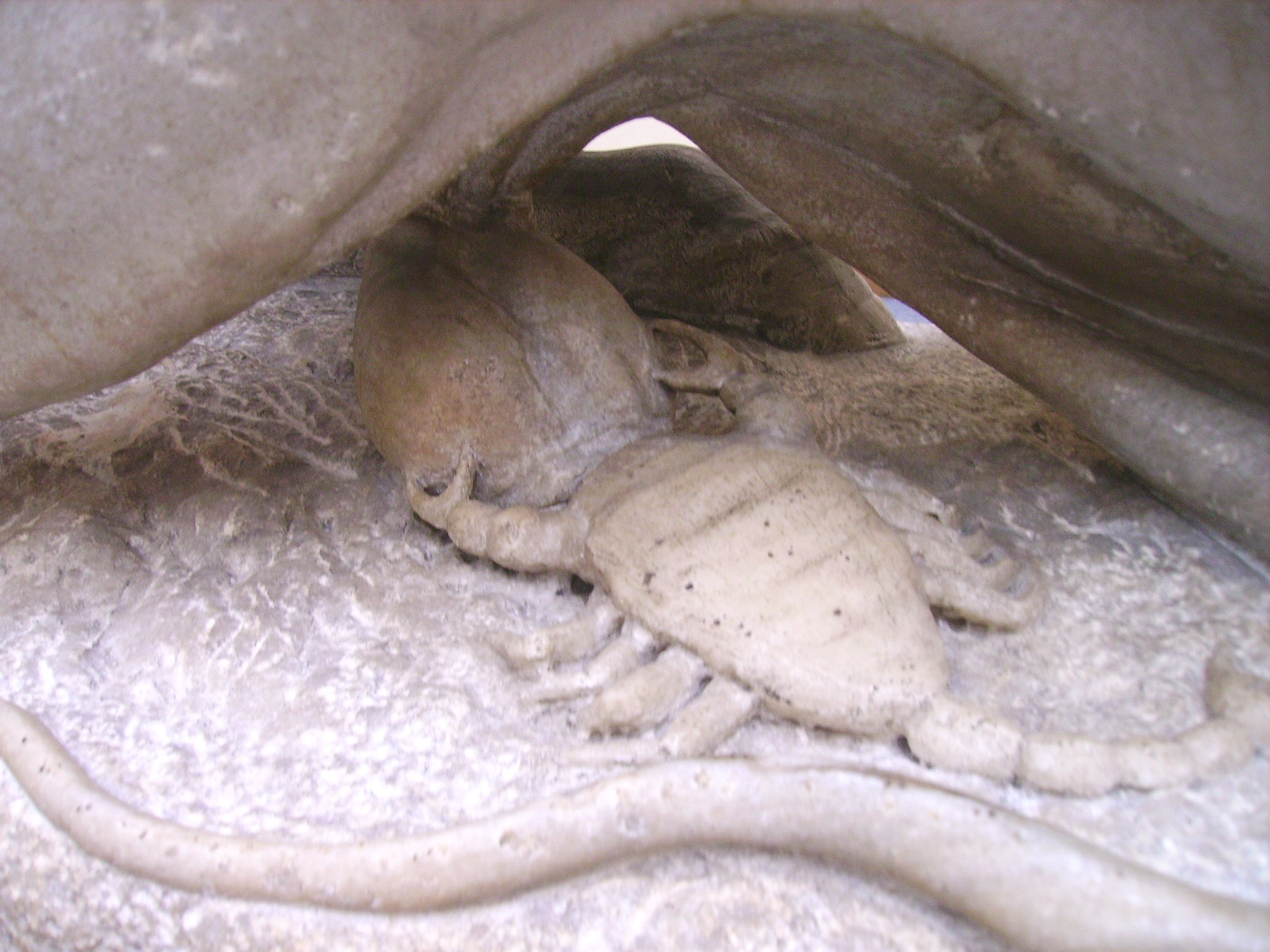
牡牛の睾丸を攻撃するサソリ。

### 獅子頭神
この獅子頭と翼を持った異貌の神像はこれまでに約40体ほど発見されているが、それにもかかわらず神名や、ミトラス教においてどのような役割を持つのか、文献による証言をはじめミトラス教の碑文に全く現れていないために、今もってその正体は不明である。キュモンの説ではこの神は時間神クロノス＝サトゥルヌスであり、イランの神ズルヴァーンに由来するという。
これに対してアンラ・マンユとする説もある。ミトラス教碑文にはわずか5例ながらアリマニウス（Arimanius）なる神名が現れているが、これはプルタルコスが『イシスとオシリス』においてオロマスデス（アフラ・マズダー）の敵対者として挙げている神アンラ・マンユである。しかしミトラス教碑文のアリマニウスが果たしてイランにおける悪神アンラ・マンユと同じ性格を持つのか、したがってミトラス教徒は悪魔崇拝をしたか、またゾロアスター教的な対立構造を持っていたのか疑問が残る。ミトラス神がイランのミスラとは異なっているように、アリマニウスもまたヘレニズム的な変化を遂げていたと考えられる。
碑文はいずれもアリマニウスを神として認めていることがうかがえ、特にローマ、ヨーク、アクインクムから出土したものはアリマニウスに誓願して神像を奉納した旨が記されている。この獅子頭神像が碑文のアリマニウスであるという明確な証拠はないが、ヨークから発見された碑文は頭部を欠いた神像を伴っており、首の部分には獅子のたてがみを思わせるものが残っている。

## 信者と信者組織
ミトラス教の信者層は概して下層の人間を中心としていた。初期の信者は下級兵士たちであり、そこから軍人たちや、商人、職人たちに信者を得ていった。後期には宮廷人の入信者が現れ、さらに皇帝たちからも関心を得た。女性の入信者が例外を除けばほとんど見られないことから、原則として女人禁制であったと考えられる。信者組織は神官職（アンティステス、サケルドス）と7つの位階（父、太陽の使者、ペルシア人、獅子、兵士、花嫁、大烏）に属する入信者たちで構成され、これ以外にも入信をしていない一般の信者たちがいた。入信希望者には目隠しのうえで厳しい試練的性格の入信儀式が課せられた。（入信しようとする者は冠を与えられるが、ミトラが「彼の唯一の王である」と述べて、それを辞退しなければならないということがわかっている。次に、彼は赤く焼けた鉄で額に印をつけられるか(テルトゥリアヌス「異端者たちへの抗弁」四〇)、火のともったたいまつで浄められる(ルキアヌス「メニッポス」七)。昇級の条件は不明である。信者たちは窓のない神殿で非公開の儀式や礼拝に参加したが、他の宗教に対しては排他的ではなく、他の宗教の祭礼や皇帝崇拝にも参加したらしい。積極的な布教活動をしなかったため、キリスト教が受けたような弾圧はミトラス教史を通じて受けることはなかった。

### 神官職

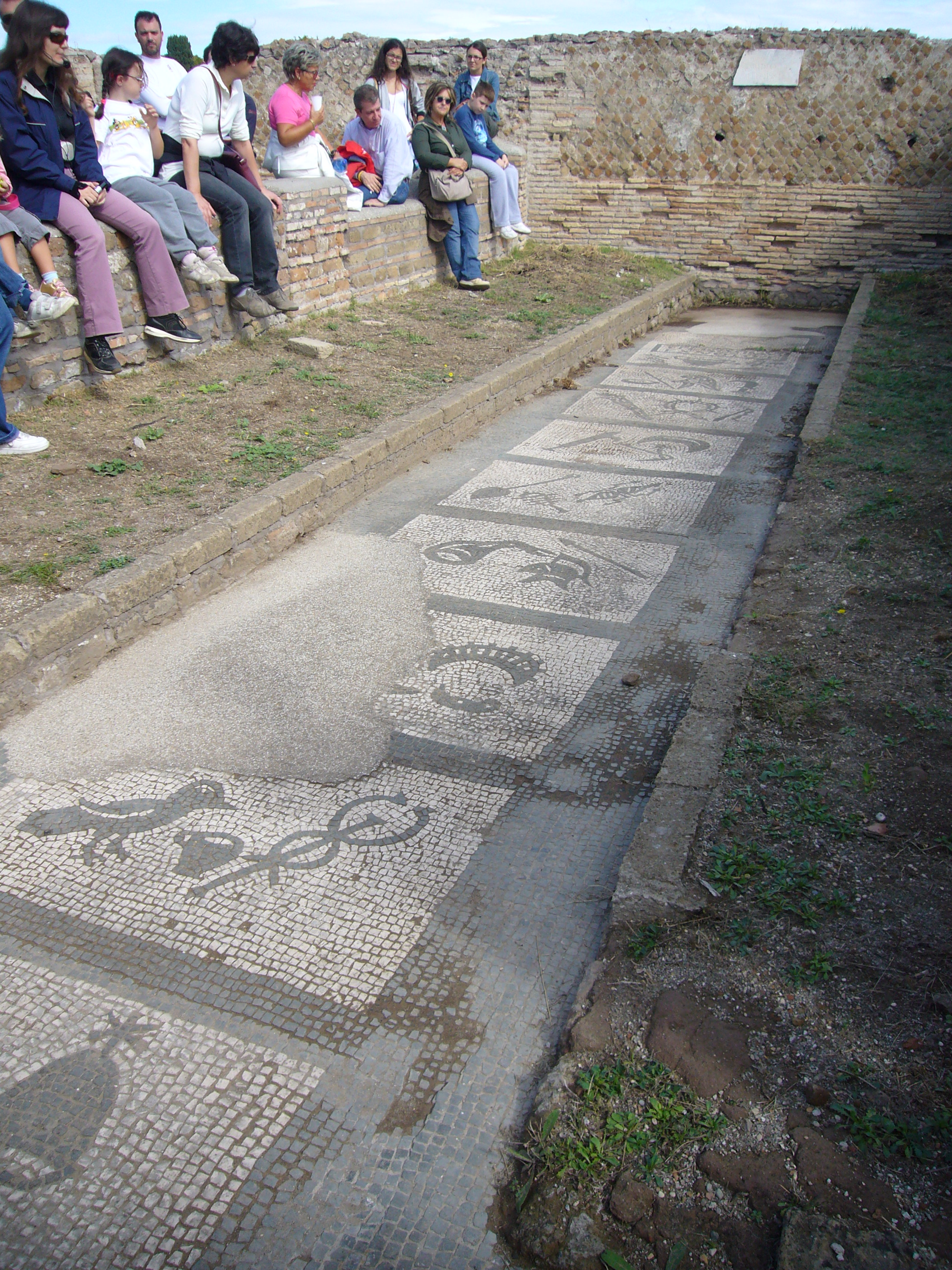
オスティアのミトラス教遺跡で発掘されたモザイク画。7位階のシンボルが描かれている。

アンティステス
サケルドス

### 位階

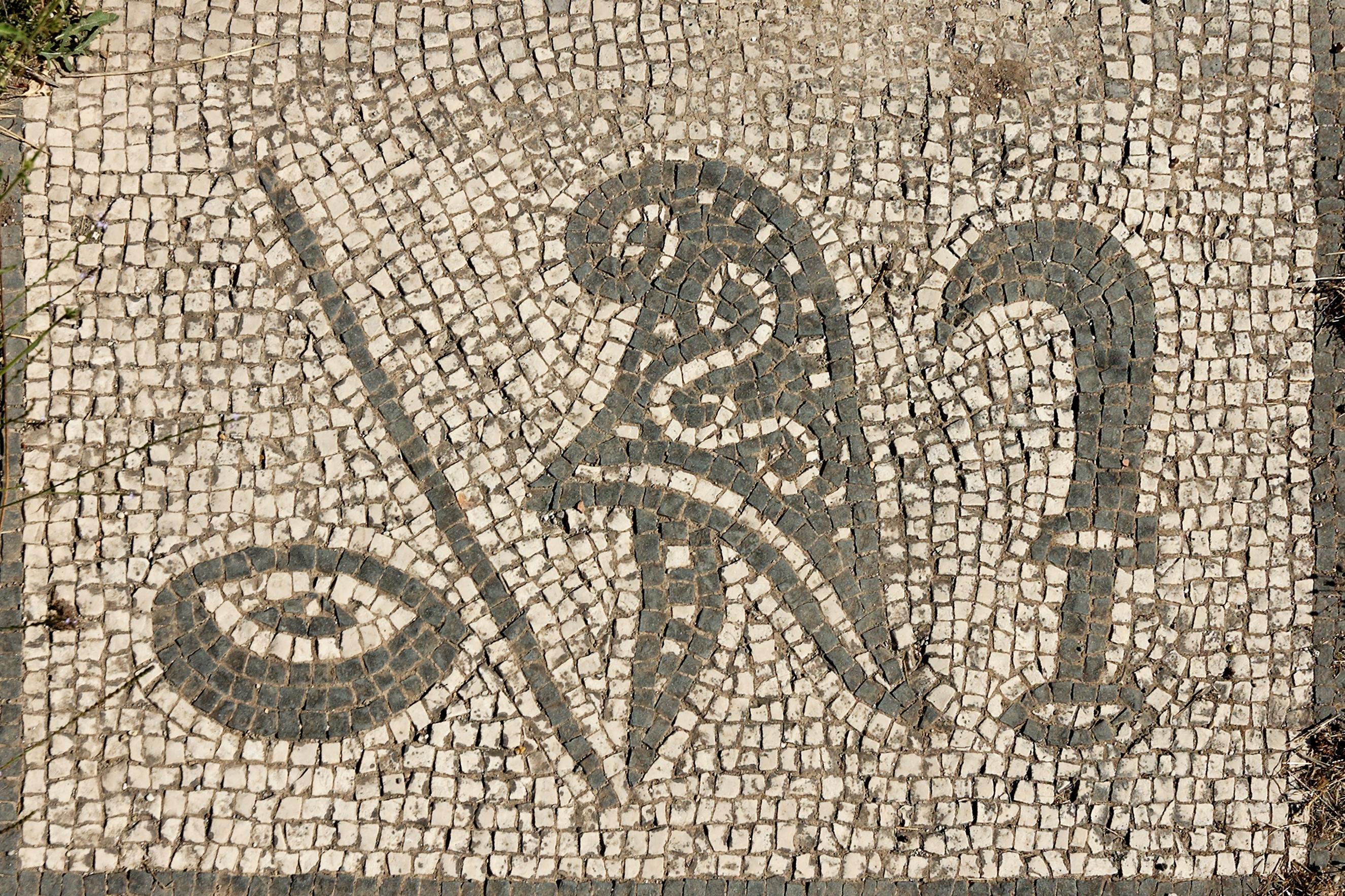
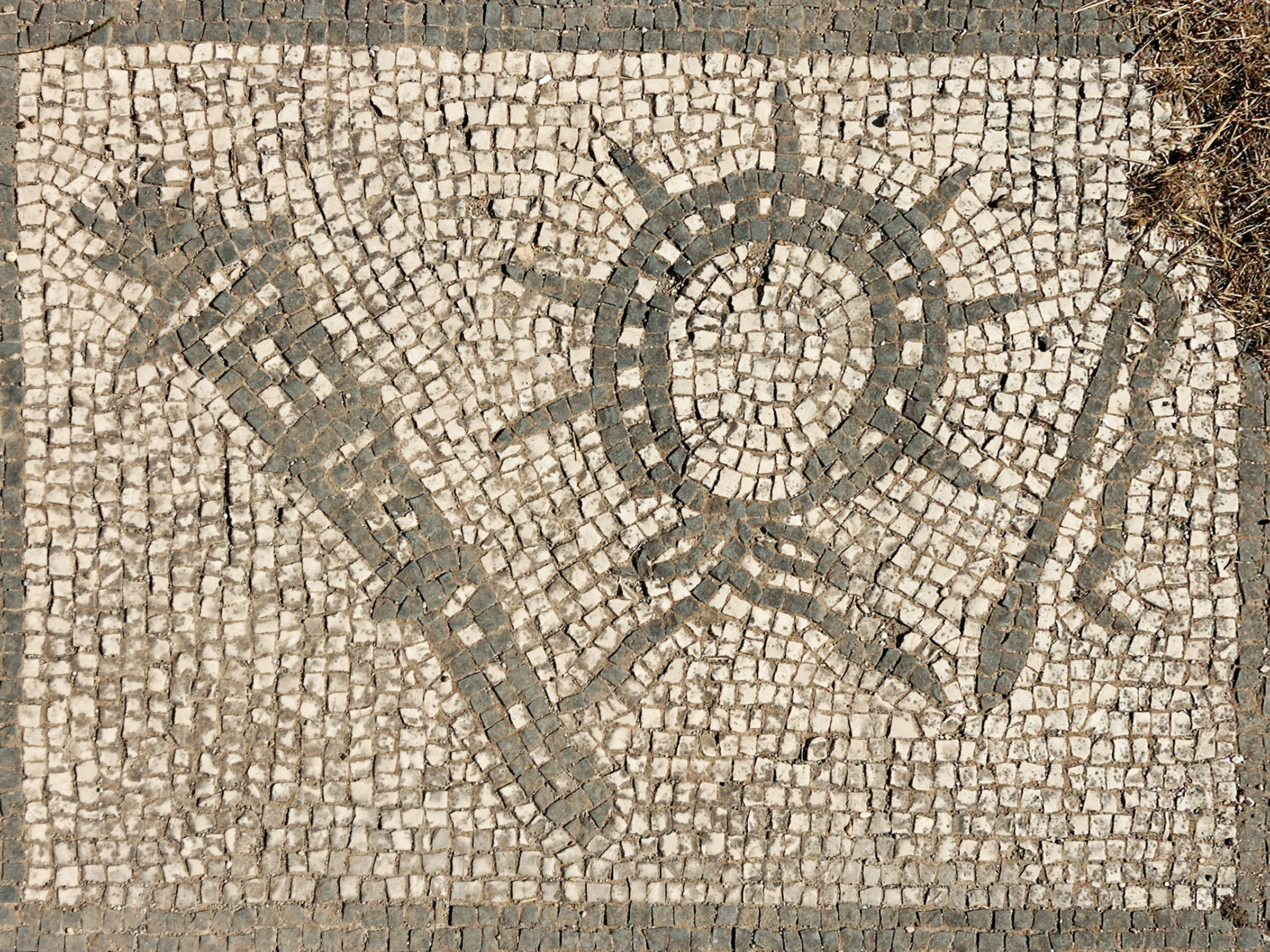
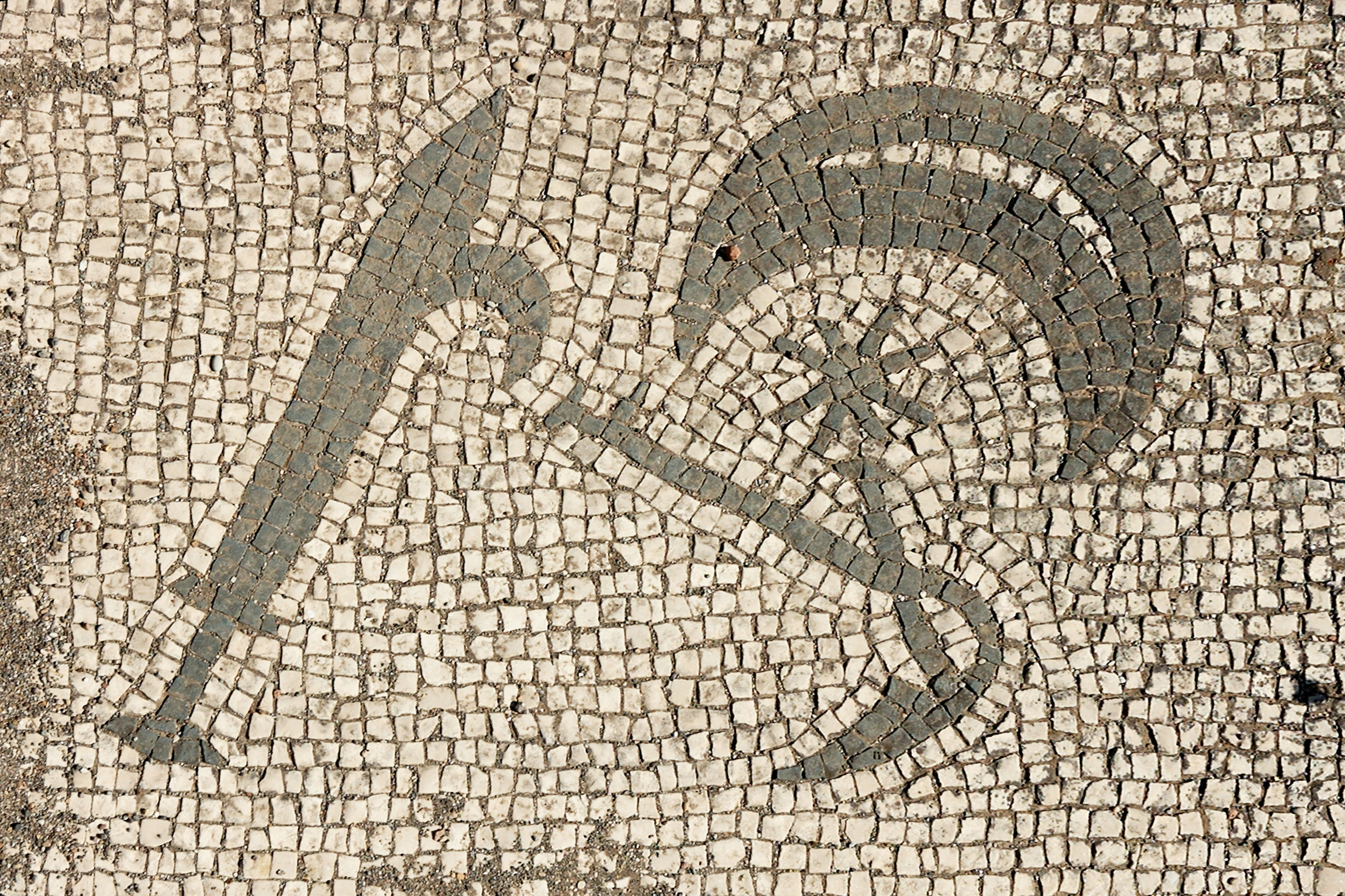
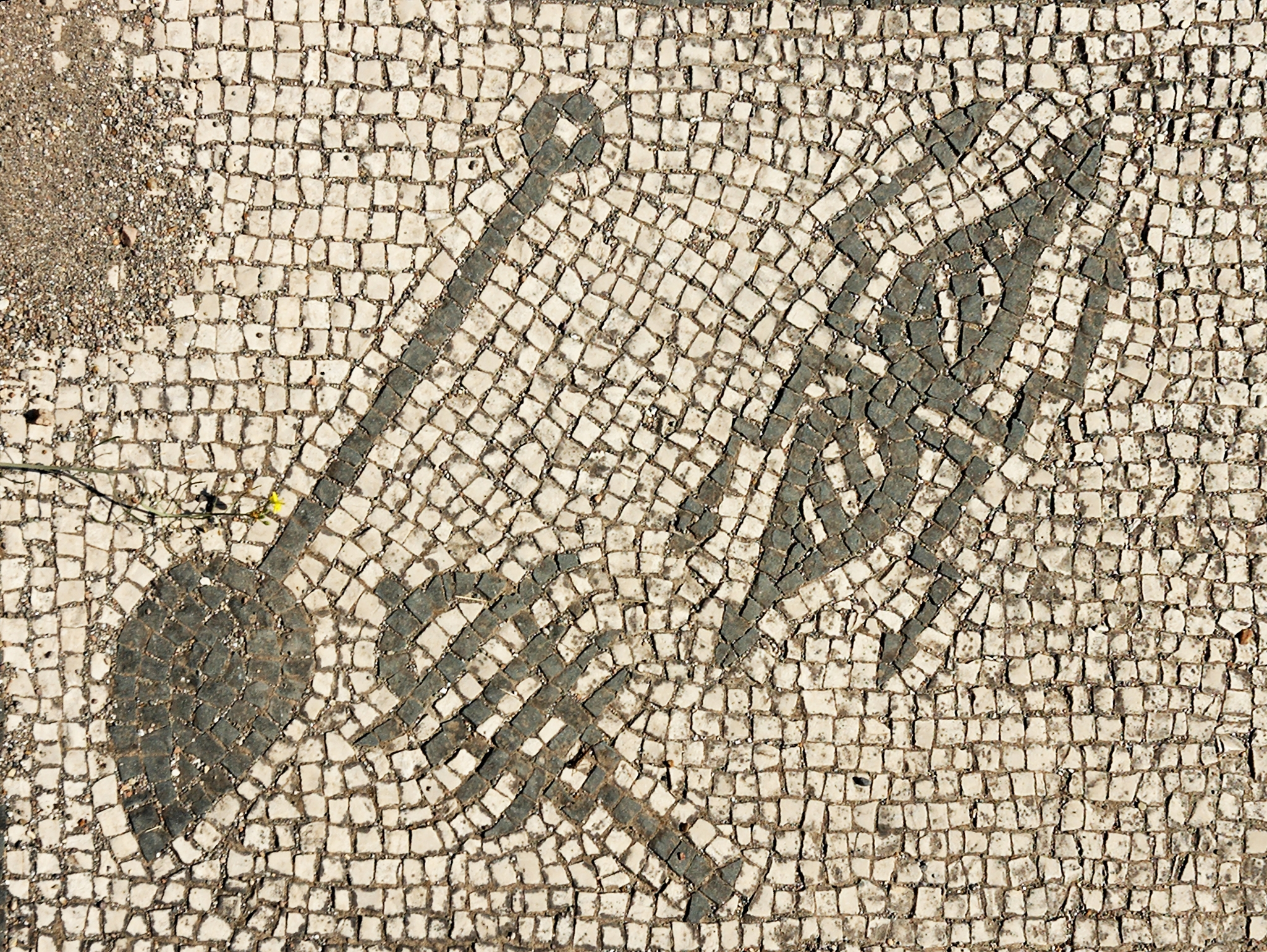

ミトラス教徒の7位階はそれぞれ太陽系の星を守護神とした。またシンボリックな象徴物があり、たとえばオスティアの「フェリキッシムスのミトラス神殿」の床面のモザイクには7位階の象徴物が描かれている。以下に各位階について説明する。
父（パテル, pater）
守護神は土星（サートゥルヌス）。シンボルは錫杖、指輪。7位階のうち最上位に位置し、下位の信者たちの指導者的立場にある。父は神官職になることもできた。碑文では「父」位であり神官職アンティステスである者がいた。また「父」の中で最も上位にあたる「父の父」と呼ばれる者もいた。
太陽の使者（ヘリオドロモス, heliodromus）
守護神は太陽（ソール）。シンボルは 光背、ムチ。原義は「太陽の（helio）・走路（dromus）」。
ペルシア人（ペルセス, perses）
守護神は月（ルーナ）。シンボルは月、鋏、鎌。この位階名はミトラス教に存在するオリエント要素の1つである。
獅子（レオ, leo）
守護神は木星（ユーピテル）。シンボルは燃料用受け皿、シストルム（ガラガラ）、雷。獅子の仮面をつける。「獅子」位の入信のさいには「兵士」位の者によってハチミツが捧げられた。ポルピュリウスの『妖精たちの洞窟』（15）によると「兵士」の持つクラテールの中で少量のハチミツが水に溶かれ、それを「獅子」位の者の手に注ぐことで浄めとした。このため「獅子」位の者はメリクリスス（ハチミツを注がれた者）という戒名を持つ者がいたという。
兵士（ミリス, miles）
守護神は火星（マールス）。シンボルは背嚢、槍、兜。「兵士」位は7位階中、下位の召使い役を演じる3位階の最上位にあたり、上位の4位階に奉仕した。また「獅子」位の入信の際には浄めの儀式を行った。この位階名はキュモンによってミトラス教の軍事的性格を示すものとされたが、実際は豊饒女神の信仰に由来し、豊饒女神の戦神的側面を象徴するものであるらしい。
花嫁（ニュンフス, nymphus）
守護神は金星（ウェヌス）。シンボルは松明、輝く冠、ランプ。シリアのドゥラ・エウロポスのミトラス教資料では12人の「花嫁」位の隠者が知られている。ローマのサンタ・プリスカ教会（de:Santa Prisca）地下のミトラス神殿から発見された壁画には、花嫁用のヴェールをまとった「花嫁」位の信者がランプを持つ姿で描かれており、そこには「金星の守護を受ける花嫁たちに栄えあれ」という碑文が付されている。また4世紀前半のユリウス・フィルミクス・マテルヌスの『異端誤謬論』（19・1）では「花嫁」位の者が行う儀式の典礼歌について述べられている。
大烏（コラクス, corax）
守護神は水星（メルクリウス）。シンボルは酒杯、杖（カドゥケウス）。大鴉の仮面をつける。最下位に位置するカラスは、神々の使者メルクリウスの代理としての役割がある。

## ミトラス教遺跡
2013年に行われた英ロンドン考古学博物館の考古学チームが行ったロンドン中心部の金融街にあるビル建設予定地の発掘調査では、1954年にミトラ教寺院の遺跡が発掘され、1960年代に再建されていたが、これを解体して未発掘だった場所も発掘した。ミトラ教寺院はブルームバーグの新社屋が完成した時点で再建され、発掘で見つかった出土品も一般に展示された。

## ミトラス教とキリスト教
初期のキリスト教とミトラス教との関係性のアイデアは、キリスト教の「交わりの儀」を「悪魔的に模倣する」ミトラス教徒を非難した2世紀のキリスト教著述家ユスティノスの一時の感想を元にしている。これをもとにエルネスト・ルナンは1882年に、二つの宗教をライバルとして描写をした。「もしキリスト教の成長がいくつかの致命的な病によって遅らせられていたなら、世界はミトラス教化されていただろう」。エドウィン・M・ヤマウチはルナンの著作について「刊行されたのは150年近く前のこと、典拠たる価値は持ち得ない。彼（ルナン）はミトラス教についてほんの僅かしか知らない…」とコメントしている。

### ミトラスと処女からの誕生
ミトラス教学者ではないジョセフ・キャンベルはミトラスの誕生をイエスのそれのような処女からの誕生であると記述した。彼はその主張に、古代の出典を与えていない。どの古代の原典においてもミトラスが処女から生まれたとは考えられていない。むしろ、洞窟の岩から自然に目覚めている。Mithraic Studies では、ミトラスは堅固な岩の中から大人の姿で生まれてきたと述べられている。「プリュギアの帽子を被り、岩の塊から生じた。今までのところではまだ彼の剥き出しの胴は見えない。めいめいの手で彼は灯された松明を高く掲げる。風変わりな細部として、ペトラ・ゲネトリクス（母なる岩）から彼の周りに赤い炎が吹き出る」。デイヴィッド・ウランジーはこれが鍾乳洞で生まれたとするペルセウス神話から着想された信仰であると推測する。

### ミトラスと12月25日
ローマ帝国時代、12月25日（冬至）にはナタリス・インウィクティと呼ばれる祭典があった。この祭典は、ソル・インウィクトゥス（不敗の太陽神）の誕生を祭るものである。このソル・インウィクトゥスとミトラスの関係をミトラス教徒がどう考えていたかは、当時の碑文から明白である。碑文には「ソル・インウィクトゥス・ミトラス」と記されており、ミトラス教徒にとってはミトラスがソル・インウィクトゥスであった。ミトラス教徒は太陽神ミトラスが冬至に「再び生まれる」という信仰をもち、冬至を祝った（短くなり続けていた昼の時間が冬至を境に長くなっていくことから）。
現代において、12月25日は一般にイエス・キリストの誕生日とされキリスト教の祭日「クリスマス」として認識されている。しかし、これはキリスト教が広がる過程で前述の祭を吸収した後付けの習慣である。『新約聖書』にイエス・キリストが生まれた日付や時季を示す記述はなく、キリスト教各宗派においてもクリスマスはあくまで「イエス・キリストの降誕を記念し祝う祭日」としており、この日をイエス・キリストの誕生日と認定しているわけではない。

### ミトラスと救済
ローマのサンタ・プリスカ教会にあるミトラス神殿遺跡の壁に書かれた文章、et nos servasti . . . sanguine fuso （そしてあなたは我らを救う……流された血によって）の意味ははっきりしていない。だけれども、他のいかなる出典でもミトラスの救済について言及はしておらず、おそらくミトラスによって殺された雄牛をさしている。
ロバート・ターカンによると、ミトラスの救済は個々の魂における他の世界的な運命にはほとんど関与しなかったが、邪悪な力に相対する、善き創造の宇宙的な闘争への人間の参加についてのゾロアスター教の様式には存在していた。

### ミトラスと十字のしるし
テルトゥリアヌスはミトラスの信奉者が彼らの額に様々な方法で印をつけていたと書いている。ここにはそれが十字か、烙印か、刺青か、他の不変な印であるのかというほのめかしは一切無い。

### 中世キリスト教美術の中のミトラス教モチーフ
18世紀末から幾人かの著述家たちが、中世キリスト教美術の諸要素にミトラス教のモチーフの反映があると示唆した。
その中にはフランツ・キュモンもいた。しかし彼はいくつかの要素の組み合わせやそれらが様々な方法でキリスト教美術と結びつくかとは関係なく各々のモチーフを研究した。キュモンは異教に対する教会の大勝の後、芸術家たちが元来ミトラスから得られた蓄積されたイメージを『聖書』の馴染みの無い新しい物語にあてはめたのだと言った。「仕事場の締め付け」は初期キリスト教徒の美術が異教美術に甚だしく負っていたことと「服装と姿勢での少数の変更が異教の背景をキリスト教美術に変化させた」ことを意味した。
以来、一連の学者たちが中世ロマネスク美術にあるミトラス教モチーフの有意な類似性について議論している。フェルマースレンは同様な影響の唯一つ確かな例は、炎のような馬に引かれた戦車に乗り、天に昇っていくエリヤのイメージであると述べた。デマンは孤立した要素を比較するのは無益であり、組み合わせが研究されるべきだと述べた。また彼はイメージの類似は、思想の影響であるか技法上の伝統であるかを我々に教えることは無いと指摘した。それから彼はミトラス教モチーフに類似する中世のモチーフのリストを与えたが、それらが主観的であることを理由に結論を引き出すことを拒否した。

## 弥勒信仰および マイトレーヤ信仰との関係
ミスラはクシャーナ朝ではバクトリア語形のミイロ(Miiro)と呼ばれ、この語形が弥勒の語源になったと考えられ、クシャーナ朝での太陽神ミイロは、のちの未来仏弥勒の形成に影響を及ぼす。ミイロの神格は太陽神であるということ以外不明であるが、定方晟はマニ教の影響なども考慮して、救世主的側面があったのではないかと推測している。
松本文三郎の仮説では、このような比較神話学および比較言語学の系統分析によって、ミトラ教の神話体系が仏教では菩薩として受け入れられ、マイトレーヤを軸とした独特の終末論的な「弥勒信仰」が形成されたとする。

## 参照
1. ↑  『太陽神の研究【下巻】』有限会社リトン、3月  2003、184頁。
2. 1 2  プルタルコス「ポンペイウス伝」24。
3. ↑  M・P・ニルソン、E・ウィル、A・D・ノック、メルケルバッハ。
4. 1 2  Renan, E., Marc-Aurele et la fin du monde antique. Paris, 1882, p. 579: "On peut dire que, si le christianisme eût été arrêté dans sa croissance par quelque maladie mortelle, le monde eût été mithriaste."
5. 1 2  Eliade, Mircea, 1907-1986. (1991-). Sekai shūkyōshi. Araki, Michio, 1938-, Nakamura, Kyōko, 1932-, Matsumura, Kazuo, 1953-, 荒木美智雄, 1938-, 中村恭子, 1932-, 松村一男, 1953- (Shohan ed.). Tōkyō: Chikuma Shobō. ISBN 4480340017. OCLC 122731802
6. ↑  小川、リトン、p.62～63。
7. ↑  ジョルジュ・デュメジル『神々の構造』p.60-62、165。
8. ↑  岡田明憲『ゾロアスター教』p.43、180-181。
9. ↑  フェルマースレン、邦訳、p.32。
10. ↑  小川、リトン、p.175。
11. ↑  小川、中公新書、p.123。
12. ↑  ヴィカンデル、邦訳、p.204。
13. ↑  小川、リトン、p.182。
14. ↑  ヴィカンデル、邦訳、p.133によれば末期の数年間。
15. ↑  小川、リトン、p.36。
16. 1 2  小川、リトン、p.231。
17. ↑  小川、リトン、p.229。
18. ↑  小川、リトン、p.230-231。
19. ↑  小川、リトン、p.229-230。
20. ↑  小川、リトンの図版p.5-6を参照。
21. ↑  小川、リトン、p.197。
22. ↑  小川、リトン、p.239。
23. ↑  小川、リトン、p.302、312。
24. ↑  小川、リトン、p.129。
25. ↑  小川、リトン、p.67。
26. ↑  ロンドン金融街でローマ時代の遺物発見、工芸品など１万点
27. ↑  Justin Martyr, First Apology, ch. 66: "For the apostles, in the memoirs composed by them, which are called Gospels, have thus delivered unto us what was enjoined upon them; that Jesus took bread, and when He had given thanks, said, "This do ye in remembrance of Me, this is My body; "and that, after the same manner, having taken the cup and given thanks, He said, "This is My blood; "and gave it to them alone. Which the wicked devils have imitated in the mysteries of Mithras, commanding the same thing to be done. For, that bread and a cup of water are placed with certain incantations in the mystic rites of one who is being initiated, you either know or can learn."
28. ↑  Edwin M. Yamauchi cited in Lee Strobel, The Case for the Real Jesus, Grand Rapids, MI: Zondervan, 2007, p.175
29. ↑  Campbell, Joseph (1964). The Masks of God: Occidental Mythology. Viking Press pp. 260–61.
30. ↑  Professor Edwin Yamauchi cited in Reinventing Jesus Daniel Wallace, p. 242
31. ↑  Mithraic Studies: Proceedings of the First International Congress of Mithraic Studies. Manchester U. Press, 1975, p. 173
32. ↑  Ulansey, David. The Origins of the Mithraic Mysteries: Cosmology and Salvation in the Ancient World. New York: Oxford U. Press, 1989
33. ↑  Turcan, Robert, "Salut Mithriaque et soteriologie neoplatonicienne,"
La soteriologiea dei culti orientali nell'impero romano,eds. U. Bianchia nd M. J.
Vermaseren, Leiden 1982. pp. 173-191
34. ↑  Beck, Roger, Merkelbach's Mithras, p.301-2
35. ↑  Tertullian, De praescriptione haereticorum 40: "if my memory still serves me, Mithra there, (in the kingdom of Satan, ) sets his marks on the foreheads of his soldiers; celebrates also the oblation of bread, and introduces an image of a resurrection, and before a sword wreathes a crown."
36. ↑  Deman, A. (1971). Hinnells, John R.. ed. “Mithras and Christ: Some Iconographical Similarities,” in Mithraic Studies, vol. 2. Manchester University Press pp. 507–17. p.507
37. ↑  Deman, A. (1971). Hinnells, John R.. ed. “Mithras and Christ: Some Iconographical Similarities,” in Mithraic Studies, vol. 2. Manchester University Press pp. 507–17. p.508
38. ↑  Cumont, Franz (1956). McCormack, Thomas K. (trans.). ed. The Mysteries of Mithras. Dover Publications pp. 227–8.
39. ↑  Deman, A. (1971). Hinnells, John R.. ed. “Mithras and Christ: Some Iconographical Similarities,” in Mithraic Studies, vol. 2. Manchester University Press pp. 507–17. p.509
40. ↑  Vermaseren, M.J (1963). Mithras: The Secret God. Chatto & Windus pp. 104–6.
41. ↑  Deman, A. (1971). Hinnells, John R.. ed. “Mithras and Christ: Some Iconographical Similarities,” in Mithraic Studies, vol. 2. Manchester University Press pp. 507–17. p.510
42. ↑  岡田明憲『ゾロアスターの神秘思想』講談社現代新書、松本文三郎前掲書、前田耕作『巨像の風景　インド古道に立つ大仏たち』　中公新書　1986年、同『バクトリア王国の興亡　ヘレニズムと仏教の交流の原点』　レグルス文庫：第三文明社　1992年
43. ↑  フェルマースレン『ミトラス教』山本書店、『古代秘教の本』学研、1996年
44. ↑  松本文三郎『弥勒浄土論・極楽浄土論』　平凡社東洋文庫　2006年